# Пуста река (притока Власине)
Пуста река је притока Власине. Извор Пусте реке се налази испод врха Преслап у подножју Суве планине у атару села Доњи Присјан . Река протиче једним делок кроз Заплање а другим делом Лесковачком котлином односно кроз општине Гаџин Хан и Власотинце. Дужина Пусте реке је 20 km, а све њене притоке имају дужину од 135 km.
Река настаје у атару села Доњи Присјан спајањем речица Ропот, Дубравске реке и Комаричке реке . Речица Ропот извире подно Суве Планине између Штрбовца и Великог Крчимира .
На релативно кратком растојању се уливају и речице Црвила и Раковац.